# Le Mas-d'Artige
Le Mas-d'Artige est une commune française située dans le département de la Creuse, en région Nouvelle-Aquitaine.

## Géographie

### Généralités

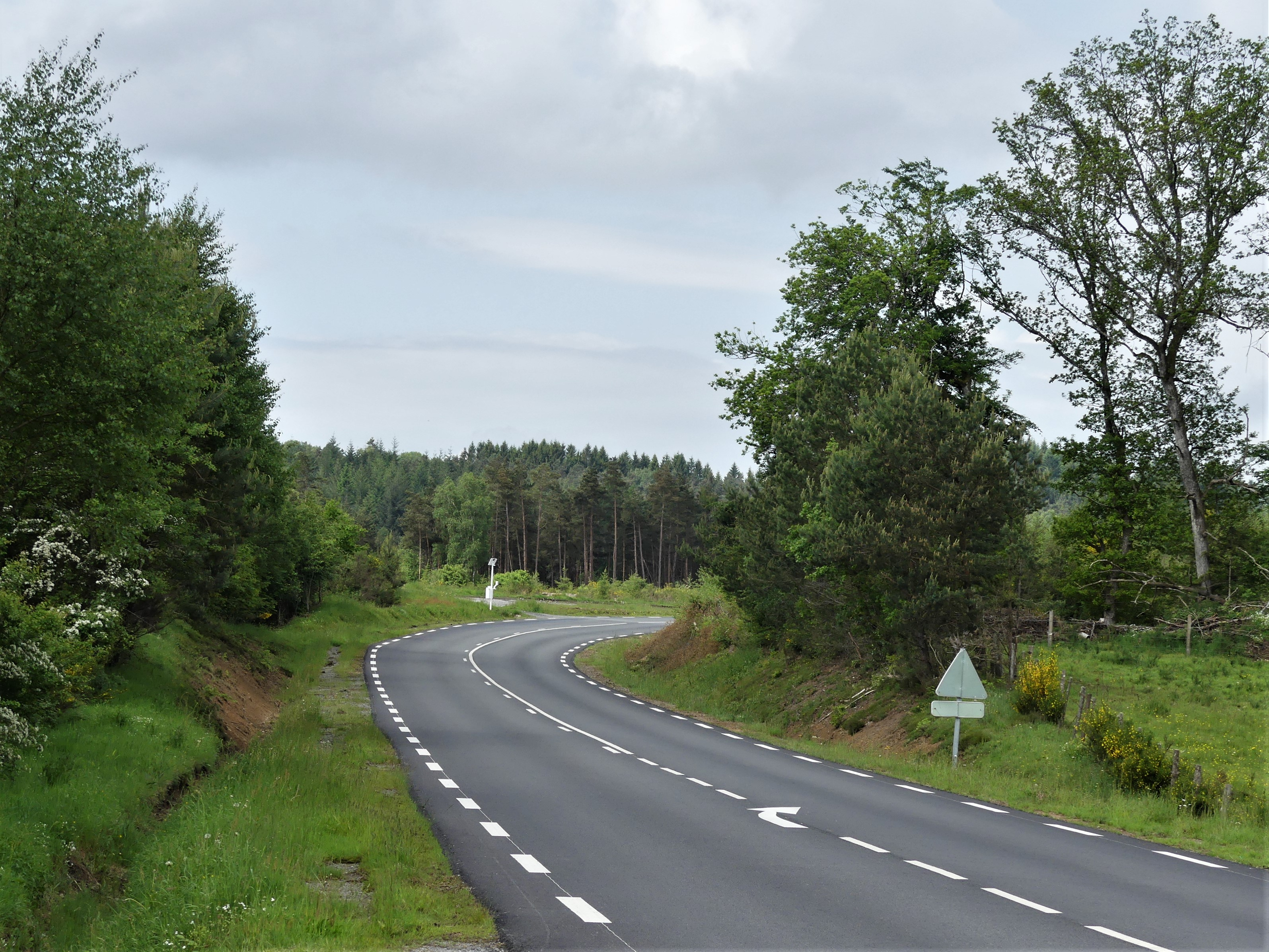
La route départementale 982 sur le territoire communal.

Dans le sud du département de la Creuse, la commune du Ma-d'Artige est située dans le Massif central, et dans le parc naturel régional de Millevaches en Limousin sur la Liège qui y prend sa source. C'est également sur le territoire de cette commune que se situe la source de la Creuse, à 811 m d'altitude.
Une polémique à ce sujet, créée par une revendication contraire de la commune de Féniers, a fait l'objet d'une réponse du ministère de l'Environnement en date du 13 septembre 1996 qui indiquait clairement que cette source se situe bien sur le territoire de la commune du Mas-d'Artige. La préfecture de la Creuse, également saisie de cette polémique, n'a à aucun moment formellement contredit cette position du ministère de l'Environnement et au contraire pris un certain nombre d'arrêtés qui la confirment totalement en matière de police des eaux ou de la pêche ou en matière de protection des milieux naturels. Tous ces arrêtés désignent la rivière en provenance de Féniers et rejoignant la Creuse à Croze, en passant par la commune de Gioux, sous le nom de Gioune.
Cette position est essentiellement fondée sur la connaissances des plus anciennes habitudes locales quant à la toponymie des lieux. Celles-ci se trouvent aisément déterminées, s'agissant du haut bassin de la Creuse par le plus ancien des plans cadastraux établi sur la commune de Croze en 1819. Or sur ce vieux plan cadastral il n'y a aucune incertitude : le cours d'eau qui remonte vers Clairavaux et Le Mas-d'Artige est désigné sous le nom de Creuse alors que celui qui remonte sur Gioux et Féniers est nommé Gioune. Le cadastre établi en 1834 sur la commune de Clairavaux, sensiblement à la même date que celui de Féniers, confirme le nom de Creuse pour la rivière qui provient du Mas-d'Artige. C'est donc bien sur cette commune que se situe sans conteste possible la source de la Creuse. La mention qui figure sur l'ancien cadastre de Féniers n'a donc aucun fondement sérieux car elle est contredite autant par les mentions portées sur les documents les plus anciens que par la géomorphologie des lieux. Outre cette incontestable preuve de l'inexactitude de la mention qui figure sur l'ancien plan cadastral de Féniers on en trouve confirmation par la carte de Cassini (Aubusson no 13,feuille 66, levers de 1760 et 1761, publiée en 1763) sur laquelle on peut lire la mention « La Creuse » sur la partie de cours d'eau située nettement en amont de la confluence en rive gauche du cours d'eau provenant de Gioux et Féniers.
Le Mas-d'Artige s'étend sur 16,21 km2. L'altitude minimale, 686 mètres, se trouve localisée à l'extrême nord, là où la Creuse quitte la commune et entre sur celle de Clairavaux. L'altitude maximale avec 921 mètres est située au nord-ouest, au puy de Crabanat, en limite du territoire communal de Féniers.
La commune est desservie par les routes départementales 8, 19, 28, 28A et 982.

### Communes limitrophes
Le Mas-d'Artige est limitrophe de quatre autres communes dont une dans le département de la Corrèze. À l'ouest, le territoire communal n'est distant que d'environ 300 mètres de celui de la commune corrézienne de Saint-Setiers.
|         | Clairavaux       |             |
| Féniers | Mas-d'Artige     | La Courtine |
|         | Sornac (Corrèze) |             |

### Climat
Pour des articles plus généraux, voir Climat de la Nouvelle-Aquitaine et Climat de la Creuse.
Historiquement, la commune est exposée à un climat montagnard.  
En 2020, Météo-France publie une typologie des climats de la France métropolitaine dans laquelle la commune est exposée à un climat de montagne et est dans la région climatique  Ouest et nord-ouest du Massif Central, caractérisée par une pluviométrie annuelle de 900 à 1 500 mm, maximale en automne et en hiver.
Pour la période 1971-2000, la température annuelle moyenne est de 9 °C, avec  une amplitude thermique annuelle de 14,8 °C. Le cumul annuel moyen de précipitations est de 1 206 mm, avec 14 jours de précipitations en janvier et 8,4 jours en juillet. Pour la période 1991-2020, la température moyenne annuelle observée sur la station météorologique la plus proche, située sur la commune de La Courtine à 6 km à vol d'oiseau, est de 9,3 °C et le cumul annuel moyen de précipitations est de 1 092,6 mm,. Pour l'avenir, les paramètres climatiques de la commune estimés pour 2050 selon différents scénarios d’émission de gaz à effet de serre sont consultables sur un site dédié publié par Météo-France en novembre 2022.

## Urbanisme

### Typologie
Au 1er janvier 2024, Le Mas-d'Artige est catégorisée commune rurale à habitat dispersé, selon la nouvelle grille communale de densité à 7 niveaux définie par l'Insee en 2022.
Elle est située hors unité urbaine et hors attraction des villes,.

### Occupation des sols
L'occupation des sols de la commune, telle qu'elle ressort de la base de données européenne d’occupation biophysique des sols Corine Land Cover (CLC), est marquée par l'importance des forêts et milieux semi-naturels (64,1 % en 2018), en diminution par rapport à 1990 (68,6 %). La répartition détaillée en 2018 est la suivante : 
forêts (59,7 %), prairies (31,3 %), zones agricoles hétérogènes (4,6 %), milieux à végétation arbustive et/ou herbacée (4,4 %). L'évolution de l’occupation des sols de la commune et de ses infrastructures peut être observée sur les différentes représentations cartographiques du territoire : la carte de Cassini (XVIIIe siècle), la carte d'état-major (1820-1866) et les cartes ou photos aériennes de l'IGN pour la période actuelle (1950 à aujourd'hui).

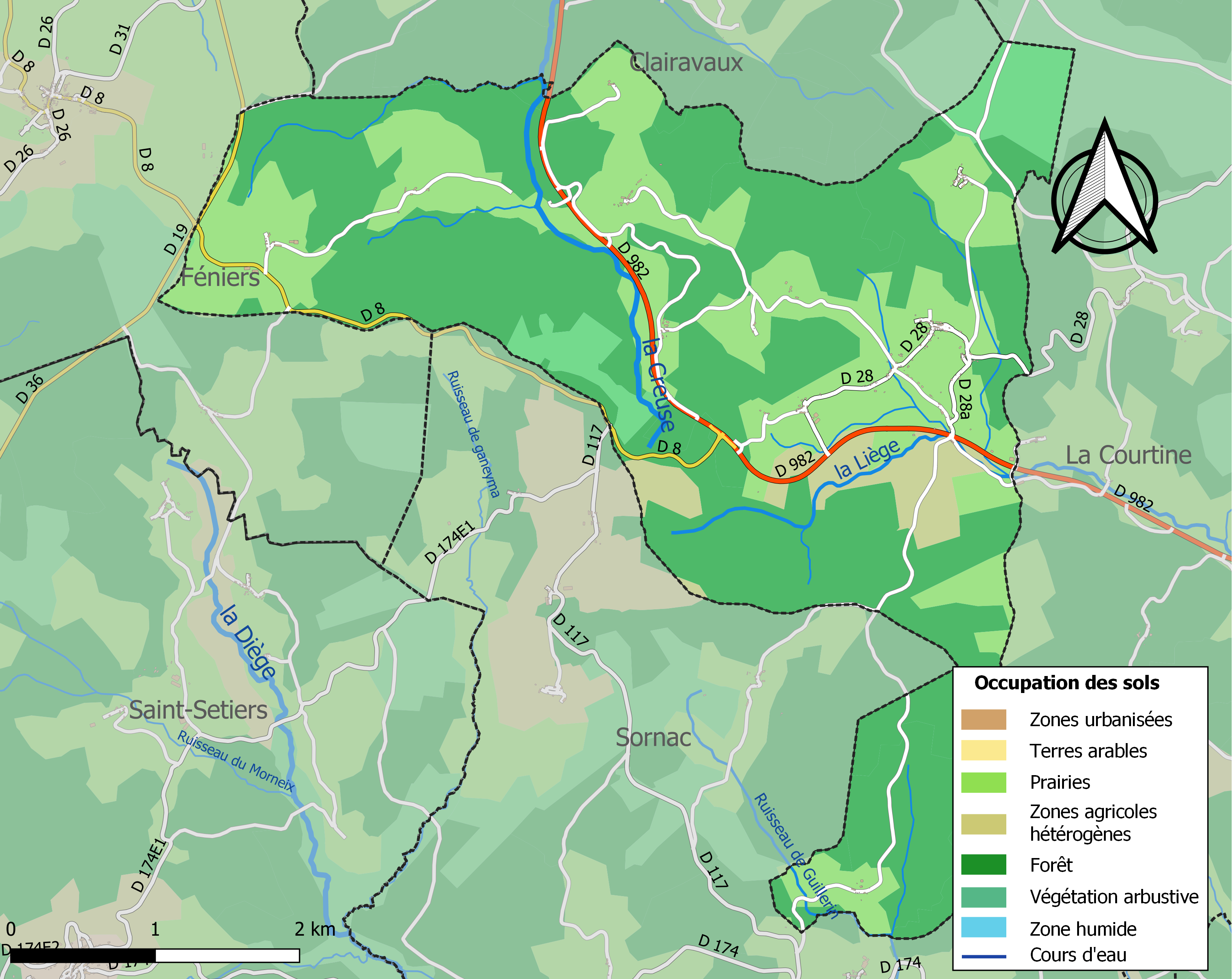
Carte des infrastructures et de l'occupation des sols de la commune en 2018 (CLC).

### Transports en commun
- Réseau TransCreuse

### Risques majeurs
Le territoire de la commune du Mas-d'Artige est vulnérable à différents aléas naturels : météorologiques (tempête, orage, neige, grand froid, canicule ou sécheresse) et séisme (sismicité très faible). Il est également exposé à un risque particulier : le risque de radon. Un site publié par le BRGM permet d'évaluer simplement et rapidement les risques d'un bien localisé soit par son adresse soit par le numéro de sa parcelle.

#### Risques naturels

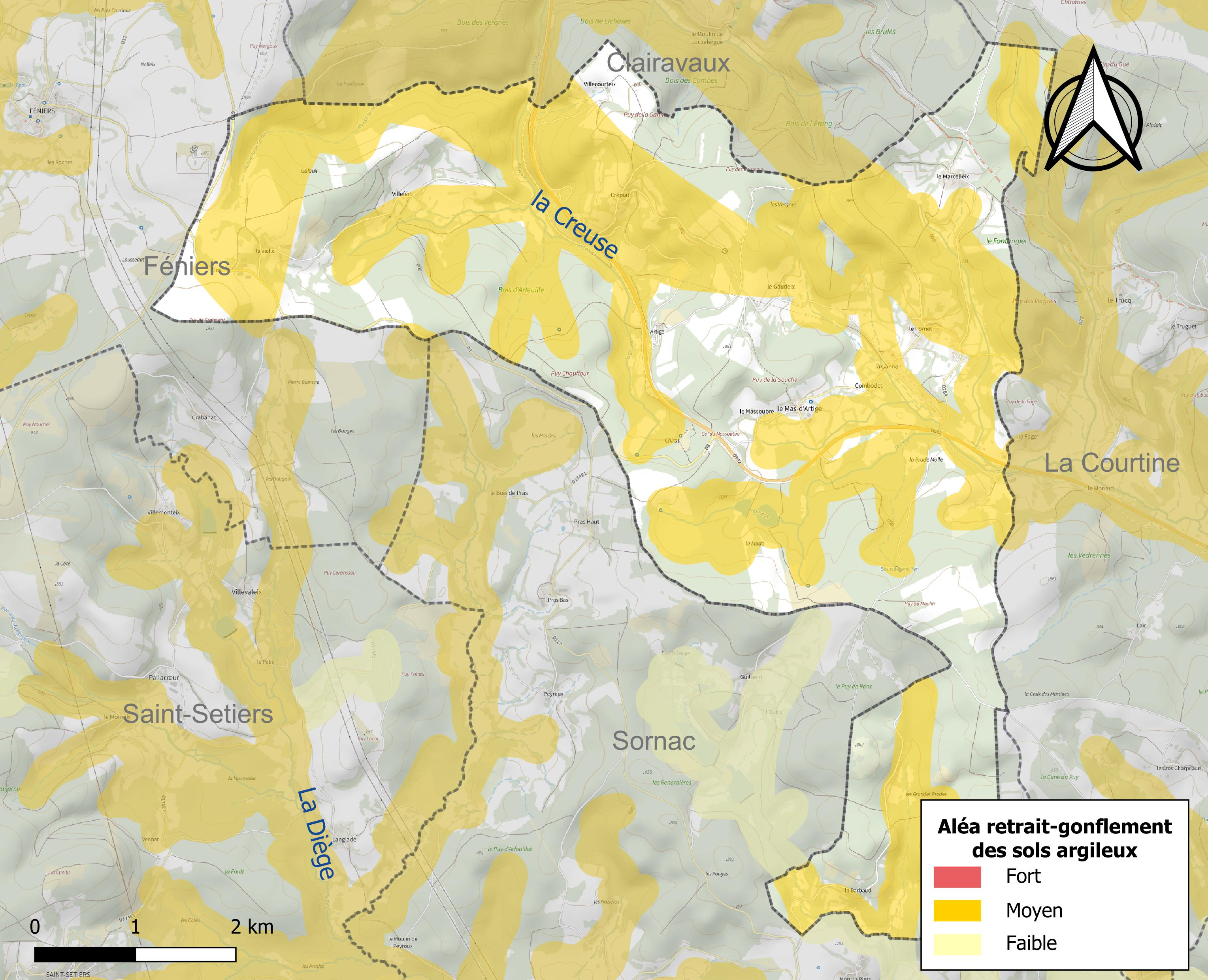
Carte des zones d'aléa retrait-gonflement des sols argileux du Mas-d'Artige.

Le retrait-gonflement des sols argileux est susceptible d'engendrer des dommages importants aux bâtiments en cas d’alternance de périodes de sécheresse et de pluie. 54,8 % de la superficie communale est en aléa moyen ou fort (33,6 % au niveau départemental et 48,5 % au niveau national). Sur les 84 bâtiments dénombrés sur la commune en 2019, 45 sont en aléa moyen ou fort, soit 54 %, à comparer aux 25 % au niveau départemental et 54 % au niveau national. Une cartographie de l'exposition du territoire national au retrait gonflement des sols argileux est disponible sur le site du BRGM,.
Par ailleurs, afin de mieux appréhender le risque d’affaissement de terrain, l'inventaire national des cavités souterraines permet de localiser celles situées sur la commune.
La commune a été reconnue en état de catastrophe naturelle au titre des dommages causés par les inondations et coulées de boue survenues en 1982 et 1999. Concernant les mouvements de terrains, la commune a été reconnue en état de catastrophe naturelle au titre des dommages causés par des mouvements de terrain en 1999.

#### Risque particulier
Dans plusieurs parties du territoire national, le radon, accumulé dans certains logements ou autres locaux, peut constituer une source significative d’exposition de la population aux rayonnements ionisants. Certaines communes du département sont concernées par le risque radon à un niveau plus ou moins élevé. Selon la classification de 2018, la commune du Mas-d'Artige est classée en zone 3, à savoir zone à potentiel radon significatif.

## Toponymie
Le nom en langue occitane de la commune est Lo Mas d'Artija, de mas (ferme, du latin mansio) et artija (terre défrichée, terme en général considéré comme pré-latin).
La commune se trouve plus précisément dans l'aire linguistique de l'occitan limousin.

## Histoire
Jusqu'à la Révolution française, la paroisse et l'église Saint-Pierre du Mas-d'Artige ont fait partie des possessions de la commanderie de Féniers. Les hospitaliers percevaient également la dîme et des redevances en nature et en espèces sur les villages alentour, entre autres à Artige, Crépiat, Le Gaudeix, Le Marcelleix, Le Massoubre, Le Massoutras, Le Pomet et Villefert.
En 1831 la commune de Villefert est rattachée à celle du Mas-d'Artige.

## Politique et administration
| Période                                  | Période  | Identité                                       | Étiquette | Qualité                                                                               |
| ---------------------------------------- | -------- | ---------------------------------------------- | --------- | ------------------------------------------------------------------------------------- |
| Les données manquantes sont à compléter. |          |                                                |           |                                                                                       |
|                                          |          |                                                |           |                                                                                       |
| 1936                                     | 1940     | Jean-Baptiste Roudeix                          | SFIC      |                                                                                       |
| 1940                                     | 1945     | M. Moeuf                                       |           | Président de la délégation spéciale à la suite de la dissolution du conseil municipal |
|                                          |          |                                                |           |                                                                                       |
| mars 2001                                | En cours | Gilles Magrit (réélu pour le mandat 2020-2026) | UMP-LR    | Administrateur de sociétés                                                            |

## Démographie
L'évolution du nombre d'habitants est connue à travers les recensements de la population effectués dans la commune depuis 1793. Pour les communes de moins de 10 000 habitants, une enquête de recensement portant sur toute la population est réalisée tous les cinq ans, les populations de référence des années intermédiaires étant quant à elles estimées par interpolation ou extrapolation. Pour la commune, le premier recensement exhaustif entrant dans le cadre du nouveau dispositif a été réalisé en 2007.

En 2022, la commune comptait 94 habitants, en évolution de −6,93 % par rapport à 2016 (Creuse : −3,32 %, France hors Mayotte : +2,11 %).
| 1793 | 1800 | 1806 | 1821 | 1831 | 1836 | 1841 | 1846 | 1851 |
| ---- | ---- | ---- | ---- | ---- | ---- | ---- | ---- | ---- |
| 373  | 247  | 289  | 253  | 480  | 503  | 477  | 501  | 474  |

| 1856 | 1861 | 1866 | 1872 | 1876 | 1881 | 1886 | 1891 | 1896 |
| ---- | ---- | ---- | ---- | ---- | ---- | ---- | ---- | ---- |
| 433  | 452  | 455  | 440  | 450  | 388  | 356  | 347  | 354  |

| 1901 | 1906 | 1911 | 1921 | 1926 | 1931 | 1936 | 1946 | 1954 |
| ---- | ---- | ---- | ---- | ---- | ---- | ---- | ---- | ---- |
| 340  | 406  | 394  | 396  | 345  | 304  | 297  | 268  | 207  |

| 1962 | 1968 | 1975 | 1982 | 1990 | 1999 | 2006 | 2007 | 2012 |
| ---- | ---- | ---- | ---- | ---- | ---- | ---- | ---- | ---- |
| 180  | 145  | 110  | 92   | 84   | 110  | 104  | 103  | 109  |

| 2017 | 2022 | - | - | - | - | - | - | - |
| ---- | ---- | - | - | - | - | - | - | - |
| 99   | 94   | - | - | - | - | - | - | - |

## Culture locale et patrimoine

### Lieux et monuments
- La croix de cimetière datant du XVIe siècle est inscrite au titre des monuments historiques en 1963[27].
- L'église paroissiale Saint-Pierre-Saint-Paul, érigée en remplacement d'une ancienne église, date de la fin du XIXe siècle[28].
- Vestiges de l'ancienne église Saint-Robert-Saint-Laurent de Villefert, bâtie au XIIe ou XIIIe siècle[29].
- Le long de route départementale (RD) 8, au lieu-dit Chirat est signalée la source de la Creuse. La limite de commune à l'ouest de la RD 8 correspond sensiblement à la ligne de séparation des eaux des bassins de la Creuse et de la Dordogne (par le ruisseau de Garreyma qui fait partie du bassin de la Vézère).

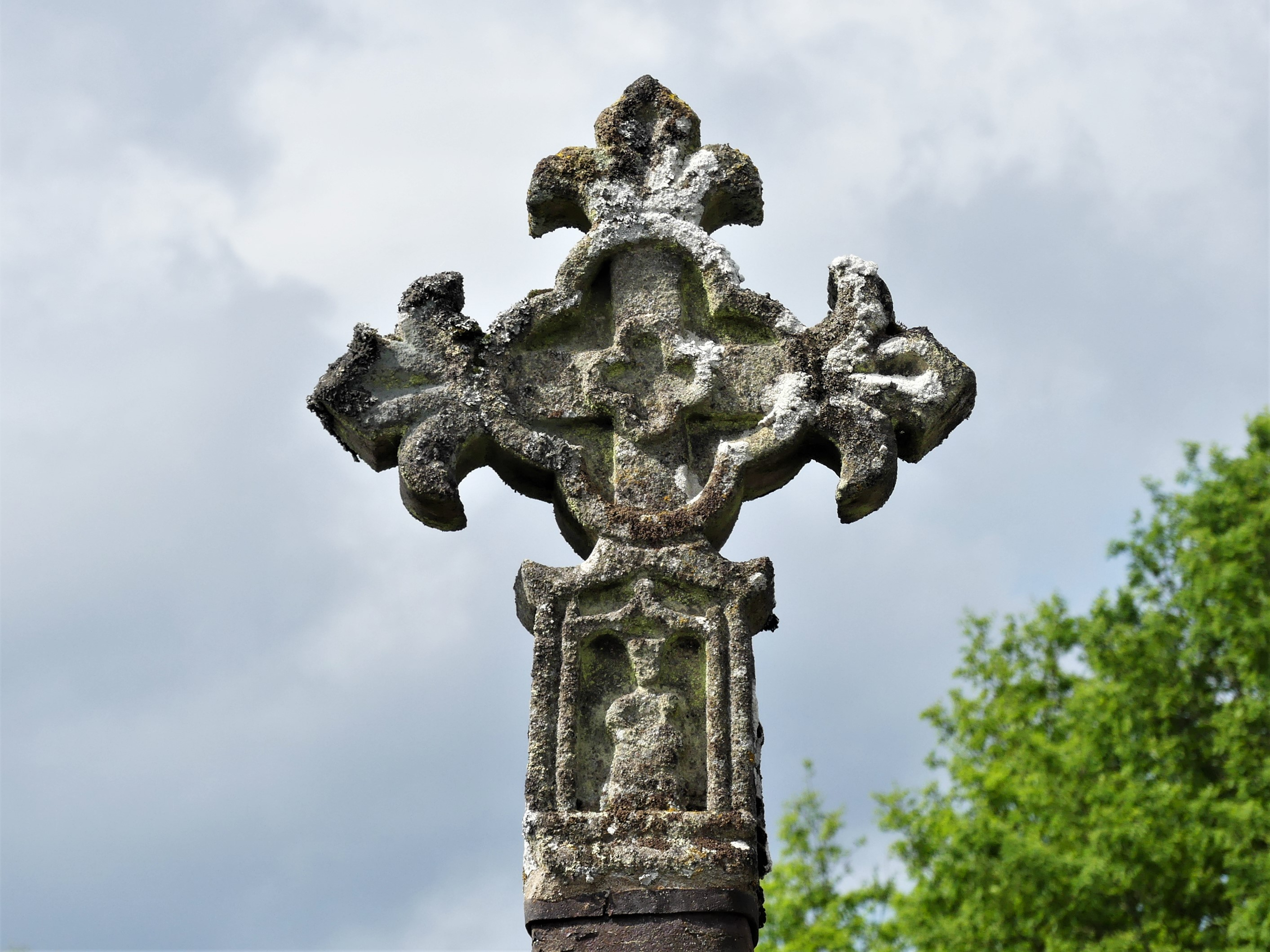
La croix de cimetière du XVIe siècle.
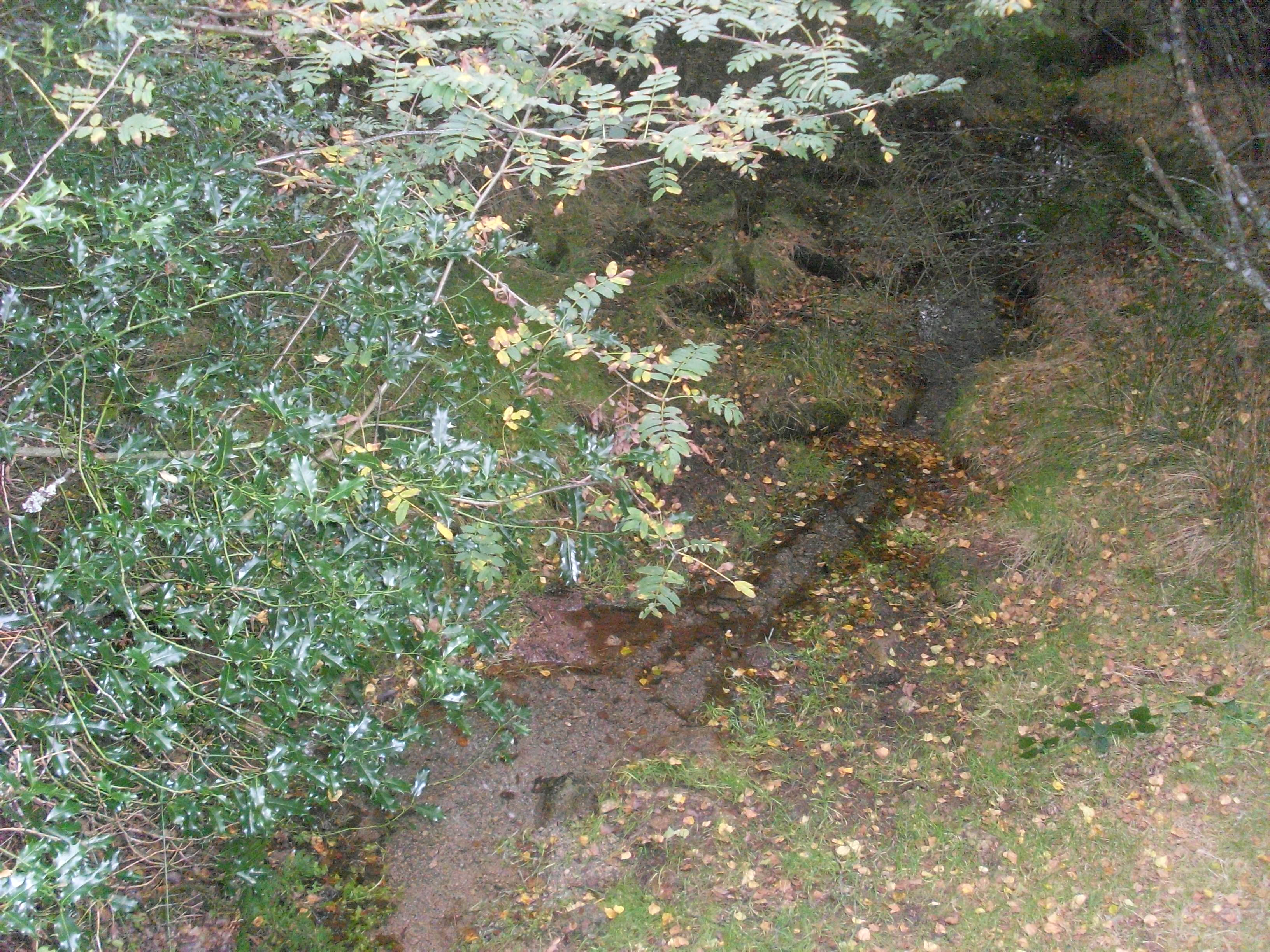
La source de la Creuse.
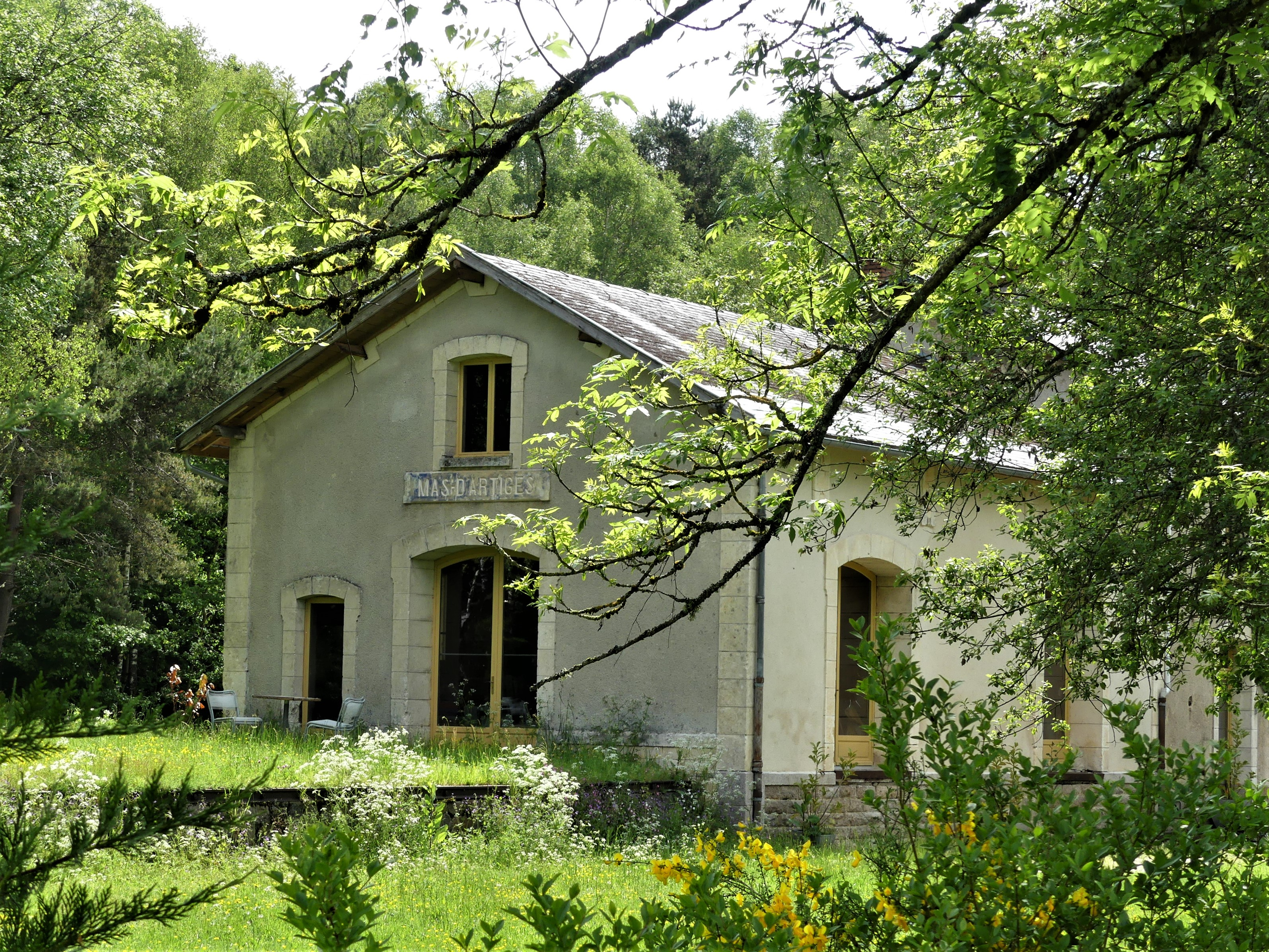
Halle et quai aux marchandises de l'ancienne gare.